# Woody Norris
Elwood („Woody“) Norris (* 23. Oktober 1939 in Barrelville, Maryland) ist ein US-amerikanischer unabhängiger Erfinder und Unternehmer.
Norris wuchs als Sohn eines Bergarbeiters auf. Schon in jungen Jahren kam seine Begeisterung für Elektronik mit dem Basteln an Radios auf. Nach seinem Dienst in der Air Force (Airman Second Class), wo er auch ein sechsmonatiges Elektronik-Training absolvierte, arbeitete er im Bereich Reparaturen der elektronischen Ausstattung an der University of Washington. Dabei konnte er Vorlesungen besuchen. Zwei Jahre später war er Direktor der Campus’ Engineering Experiment Station. Von einem lokalen Unternehmen erhielt er die Bitte, ein sonarartiges Gerät zur Untersuchung des menschlichen Körpers zu entwickeln; Norris’ Lösung arbeitete mit dem Doppler-Effekt im Ultraschallbereich. Mit dem durch dieses Gerät erarbeiteten Kapital gründete er ein eigenes Unternehmen. Später entwickelte und verkaufte er einen Tonarm und elektronische Audio-Schaltungen.
Bekannt ist seine 15. Erfindung HyperSonic Sound (HSS), die Geräusche oder Musik durch (für Menschen nicht hörbaren) Ultraschall über eine Entfernung von bis zu 140 Metern gezielt lenken kann. Für diese erhielt er 2005 den mit 500.000 $ dotierten Lemelson-MIT-Preis. 1983 war er Mitgründer von  Narcom Electronics, das unter anderem an Mikrofonen arbeitete, die nicht größer als ein modernes Hörgerät waren. Ebenfalls 1983 gründete Norris den auf Headsets ausgerichteten Kopfhöreranbieter Jabra. Die American Technology Corporation (ATC), die HSS für Automobile entwickelte, gliederte er 1988 zu 100 % bei Narcom Electronics ein.
Eine weitere Gründung war im Jahr 2000 ein Hersteller von Computertechnik im Spielebereich, die Parametric Sound Corporation (inzwischen als Turtle Beach Corporation börsennotiert), deren Präsident und wissenschaftlicher Leiter er war. Weiter war er bis 2010 Vorsitzender für das Long Range Acoustic Device, das ebenfalls ein Produkt von American Technology ist (seit 2010 LRAD corporation, seit Oktober 2019 Genasys). Dabei handelt es sich um einen etwa 80 cm großen Lautsprecher, der akustische Signale mit einer im Nahbereich schmerzhaften, aber nicht lähmenden Wirkung aussendet.
2005, als er bereits 47 Patente hatte, entwickelte er zusammen mit NASA-Ingenieuren ein kleines, 115 kg schweres und preisgünstiges Ultraleichtflugzeug, den AirScooter.
Norris’ bislang letzte Erfindung war der BolaWrap, eine Art Lasso, das eingesetzt werden kann, um Menschen ohne Verletzung in Gewahrsam zu nehmen. Es wird weltweit eingesetzt. Hier ist er technischer Leiter für Wrap Technologies Inc. Die Zahl seiner Patente ist Anfang 2021 auf 100 angewachsen.
Zu Norris’ Auszeichnungen gehören Product of the Year awards von Popular Science und Business Week sowie 1997 der Award for Technological Innovation in der Kategorie Sound vom Discover Magazine.
Woody Norris ist verheiratet.